# Etienne Ys
Etienne Nestor Ys (* 26. Februar 1962 auf Curaçao) ist ein Politiker der ehemaligen Niederländischen Antillen und von Curaçao. Er war von 2002 bis 2003 und von 2004 bis 2006 Premierminister der Niederländischen Antillen.

## Biografie
Ys studierte Rechtswissenschaften an der Reichsuniversität Groningen, wo er 1985 seinen Abschluss in Steuerrecht machte. Er war von 1994 bis 1995 Finanzminister der Niederländischen Antillen. Er war Abgeordneter für Curaçao im Parlament der Niederländischen Antillen, bis er im Jahr 2002 Premierminister wurde. Ein Jahr später wurde er (nach einer kurzen Übergangszeit mit Ben Komproe) von Mirna Louisa-Godett abgelöst, ehe er das Amt des Premierministers von 2004 bis 2006 erneut übernahm.
Nach den Wahlen auf Curaçao 2017 war Ys als Regierungsbildner an der Bildung des Kabinetts Rhuggenaath beteiligt. Später im Jahr 2017 wurde er zum Vorsitzenden des Aufsichtsrats der Zentralbank von Curaçao und Sint Maarten ernannt.